# Ludwig Rennen
Jacob Emanuel Ludwig Rennen (* 12. Februar 1845 in Köln; † 13. Mai 1932 in Koblenz) war ein preußischer Landrat und Verwaltungsgerichtsdirektor.

## Leben
Ludwig Rennen war ein Sohn des 1. Beigeordneten in Köln Jacob Rennen († 20. Juni 1895 in Köln) und dessen Ehefrau Alwine, geborene Jansen († 3. April 1880 in Köln). Nach dem Besuch eines Gymnasiums in Köln und der abgelegten Reifeprüfung absolvierte er in Bonn und Heidelberg ein Studium der Rechts- und Kameralwissenschaften. Am 21. Oktober 1865 legte Rennen die Auskultatorprüfung ab, worauf er ab dem 23. Oktober 1865 (mit Vereidigung am 30. Oktober) beim Landgericht Köln tätig wurde. Die Prüfung zum Gerichtsreferendar legte er am 22. Juni 1867 und die Große Staatsprüfung am 12. Dezember 1869 ab.
Nach der Ernennung zum Gerichtsassessor am 14. Juli 1870 in Köln (mit Dienstalter vom 4. Juni 1870) wurde Rennen am 22. Mai 1871 stellvertretender Friedensrichter in St. Vith. Nachfolgend wurde er ab dem 1. Januar 1872 Vertreter des Staatsprokurators in Düsseldorf, sowie ab dem 11. Oktober 1872 in gleicher Funktion in Koblenz. Am 23. April 1877 erfolgte die Ernennung (mit Bestallung) zum Landrat des Kreises Monschau. Zum 15. Mai 1889 wurde Rennen zum Verwaltungsgerichtsdirektor in Königsberg ernannt, wo er mittels Bestallung am 15. Juni 1889 von seinem Dienst als Landrat in Monschau entbunden wurde. Schließlich übte er ab dem 10. April 1892 die Tätigkeit als Verwaltungsgerichtsdirektor auch in Koblenz aus, wo er zum 1. April 1919 in den Ruhestand verabschiedet wurde.

## Politik
Rennen war Mitglied der Deutschkonservativen Partei und Landtagswahlkandidat (LTK).

## Familie
Ludwig Rennen heiratete am 7. September 1874 in St. Vith Johanna Sophie Gertrud van Wersch (* 4. Juli 1854 in Reichenstein), Tochter des Kaufmanns und Brauereibesitzers Johann Matthias van Wersch zu St. Vith († 2. Oktober 1883 ebenda) und dessen Ehefrau Catharina, geborene Ahren († 2. Oktober 1883 in St. Vith).